# Pistorius bidens
Pistorius bidens är en kräftdjursart som beskrevs av Keith Harrison och David Malcolm Holdich1982. Pistorius bidens ingår i släktet Pistorius och familjen klotkräftor. Inga underarter finns listade i Catalogue of Life.